# Saison 2017-2018 du Stade montois rugby
Cette page présente la saison 2017-2018 du Stade montois rugby en Pro D2.

## Entraîneurs
- Christophe Laussucq : Entraineur des arrières
- David Auradou : Entraineur des avants

## Effectif 2017-2018
| Nom                     | Poste     | Naissance        | Nationalité sportive | Sélections | Dernier club           | Arrivée au club (année) |
| ----------------------- | --------- | ---------------- | -------------------- | ---------- | ---------------------- | ----------------------- |
| Régis Rameau            | Pilier    | 30 juin 1981     | France               | -          | RC Massy               | 2013                    |
| Carlos Muzzio           | Pilier    | 21 août 1984     | Argentine            | -          | Tarbes PR              | 2014                    |
| Théo Castinel           | Pilier    | 18 avril 1994    | France               |            | Formé au club          | 2014                    |
| Rémi Hugues             | Pilier    | 19 avril 1986    | France               | -          | FC Grenoble            | 2015                    |
| Christophe David        | Pilier    | 31 juillet 1991  | France               |            | USA Perpignan          | 2016                    |
| Jeronimo Negrotto       | Pilier    | 3 octobre 1988   | France               |            | Tarbes PR              | 2016                    |
| Victor Laval            | Pilier    | 27 novembre 1989 | France               | -          | Limoges rugby          | 2017                    |
| Walter Desmaison        | Pilier    | 18 octobre 1991  | France               | -          | FC Grenoble            | 2017                    |
| Thomas Bultel           | Pilier    | 1er février 1996 | France               | -          | Montpellier HR         | 2017                    |
| Lucas Claudey           | Talonneur | 20 février 1997  | France               | -          | Stado Tarbes PR        | 2017                    |
| Mohamed Khribache       | Talonneur | 8 juin 1988      | Maroc                |            | CS Bourgoin-Jallieu    | 2017                    |
| Thibaud Rey             | 2e ligne  | 20 juin 1992     | France               | -          | FC Grenoble            | 2015                    |
| Philip du Preez (en)    | 2e ligne  | 1er août 1993    | Afrique du Sud       |            | Eastern Province Kings | 2016                    |
| Schalk Oelofse (en)     | 2e ligne  | 2 novembre 1988  | Afrique du Sud       |            | Southern Kings         | 2016                    |
| Julien Tastet           | 3e ligne  | 27 janvier 1987  | France               | -          | Formé au club          | 2006                    |
| Yann Brethous           | 3e ligne  | 27 mai 1989      | France               | -          | Formé au club          | 2007                    |
| Haisini Taulanga        | 3e ligne  | 4 mars 1985      | Tonga                | -          | FC Lourdes             | 2010                    |
| Beka Gorgadze           | 3e ligne  | 8 février 1996   | Géorgie              | -          | Lyon OU                | 2015                    |
| Nicolas Garrault        | 3e ligne  | 15 juin 1991     | France               |            | Tarbes PR              | 2016                    |
| Dan Malafosse           | 3e ligne  | 14 janvier 1992  | France               |            | Soyaux Angoulême XV    | 2016                    |
| Charles Brayer          | 3e ligne  | 3 novembre 1996  | France               | -          | CA Brive               | 2017                    |
| Mathieu Billou          | Mêlée     | 17 mai 1993      | France               | -          | AS Béziers             | 2015                    |
| Christophe Loustalot    | Mêlée     | 7 avril 1992     | France               |            | FC Grenoble            | 2016                    |
| Mathieu Lorée           | Mêlée     | 18 juin 1987     | France               | -          | Racing 92              | 2017                    |
| Matthew James           | Ouverture | 16 juillet 1986  | Nouvelle-Zélande     | -          | USO Nevers             | 2014                    |
| Clément Otazo           | Ouverture | 3 mai 1992       | France               | -          | Aviron bayonnais       | 2015                    |
| Théo Defrance           | Ouverture | 20 décembre 1995 | France               | -          | ASM Clermont           | 2017                    |
| Dorian Laborde          | Centre    | 30 décembre 1996 | France               | -          | Formé au club          | 2015                    |
| Danré Gerber            | Centre    | 20 décembre 1988 | Afrique du Sud       |            | AS Béziers             | 2016                    |
| Eroni Vasiteri Narumasa | Centre    | 21 mai 1989      | Fidji                | -          | Fijian Drua            | 2017                    |
| Romain Cabannes         | Centre    | 2 décembre 1984  | France               | -          | CA Brive               | 2017                    |
| Julien Cabannes         | Ailier    | 9 janvier 1990   | France               | -          | Formé au club          | 2007                    |
| Ropate Ratu             | Ailier    | 1er mai 1985     | Fidji                | -          | Stade aurillacois      | 2015                    |
| Nacani Wakaya           | Ailier    | 25 juin 1991     | Fidji                |            | Fidji Warriors         | 2016                    |
| Nisié Huyard            | Ailier    | 23 mai 1994      | France               | -          | Lyon OU                | 2017                    |
| Timoci Matanavou        | Ailier    | 8 juillet 1984   | Fidji                | -          | Sans club              | 2017                    |
| Wame Naituvi            | Ailier    | 18 mai 1996      | Fidji                | -          | ASM Clermont           | 2017                    |
| Yoann Laousse Azpiazu   | Arrière   | 20 août 1991     | France               | -          | US Dax                 | 2015                    |
| Paul Couet-Lannes       | Arrière   | 12 mars 1991     | France               |            | Biarritz olympique     | 2016                    |

## Calendrier et résultats

### Pro D2
| - Biarritz olympique - Stade montois : 24-15 - Stade montois - RC Narbonne : 50-8 - FC Grenoble - Stade montois : 26-21 - Stade montois - RC Vannes : 38-11 - Stade montois - US Carcassonne : 39-23 - US Montauban - Stade montois : 28-12 - Stade montois - Soyaux Angoulême XV : 38-12 - RC Massy - Stade montois : 12-6 - Stade montois - Stade aurillacois : 17-16 - USA Perpignan - Stade montois : 20-44 - AS Béziers - Stade montois : 28-18 - Colomiers rugby - Stade montois : 17-11 - Stade montois - Aviron bayonnais : 68-15 - US Dax - Stade montois : 13-29 - Stade montois - USO Nevers : 16-12 | - Stade montois - Biarritz olympique : 29-3 - RC Narbonne - Stade montois : 41-23 - Stade montois - FC Grenoble : 13-19 - RC Vannes - Stade montois : 36-13 - US Carcassonne - Stade montois : 0-22 - Stade montois - US Montauban : 17-12 - Soyaux Angoulême XV - Stade montois : 16-13 - Stade montois - RC Massy : 24-6 - Stade aurillacois - Stade montois : 31-26 - Stade montois - USA Perpignan : 23-18 - Stade montois - AS Béziers : 31-23 - Stade montois - Colomiers rugby : 29-7 - Aviron bayonnais - Stade montois : 18-15 - Stade montois - US Dax : 26-23 - USO Nevers - Stade montois : 33-15 |

### Classement de la saison régulière
| Rang | Club                 | J  | V  | N | D  | Bo | Bd | Pm  | Pe  | Diff | Pts |
| ---- | -------------------- | -- | -- | - | -- | -- | -- | --- | --- | ---- | --- |
| 1    | USA Perpignan        | 30 | 20 | 1 | 9  | 12 | 3  | 919 | 571 | +348 | 97  |
| 2    | US Montauban         | 30 | 20 | 2 | 8  | 4  | 4  | 679 | 546 | +133 | 92  |
| 3    | FC Grenoble (R)      | 30 | 20 | 1 | 9  | 4  | 2  | 775 | 667 | +108 | 88  |
| 4    | Stade montois        | 30 | 17 | 0 | 13 | 12 | 4  | 753 | 540 | +213 | 84  |
| 5    | AS Béziers           | 30 | 19 | 1 | 10 | 4  | 2  | 756 | 670 | +86  | 84  |
| 6    | Biarritz olympique   | 30 | 17 | 0 | 13 | 7  | 5  | 789 | 694 | +95  | 80  |
| 7    | USO Nevers (P)       | 30 | 15 | 0 | 15 | 6  | 3  | 656 | 580 | +76  | 69  |
| 8    | Aviron bayonnais (R) | 30 | 14 | 1 | 15 | 5  | 6  | 732 | 764 | -32  | 69  |
| 9    | Colomiers Rugby      | 30 | 14 | 1 | 15 | 6  | 5  | 637 | 678 | -41  | 69  |
| 10   | RC Vannes            | 30 | 12 | 0 | 18 | 6  | 8  | 721 | 739 | -18  | 62  |
| 11   | Stade aurillacois    | 30 | 13 | 1 | 16 | 2  | 5  | 641 | 716 | -75  | 61  |
| 12   | RC Massy (P)         | 30 | 13 | 0 | 17 | 2  | 5  | 633 | 682 | -49  | 59  |
| 13   | Soyaux Angoulême XV  | 30 | 13 | 1 | 16 | 2  | 3  | 592 | 661 | -69  | 59  |
| 14   | US Carcassonne       | 30 | 11 | 0 | 19 | 4  | 5  | 585 | 767 | -182 | 53  |
| 15   | US Dax               | 30 | 9  | 1 | 20 | 2  | 6  | 602 | 767 | -165 | 46  |
| 16   | RC Narbonne          | 30 | 7  | 2 | 21 | 2  | 1  | 547 | 975 | -428 | 35  |

|  | Qualication pour les demi-finales (no 1, no 2) .          |
|  | Qualification pour les barrages (no 3, no 4, no 5, no 6). |
|  | Relégation en Fédérale 1 (no 15 et no 16).                |
|  | R : relégués 2017 • P : promus 2017                       |

Attribution des points : victoire sur tapis vert : 5, victoire : 4, match nul : 2, défaite : 0, forfait : -2 ; plus les bonus (offensif : 3 essais de plus que l'adversaire ; défensif : défaite par 5 points d'écart ou moins; les deux bonus peuvent se cumuler).

### Tableau final
|  | Barrages                                                    | Barrages                                                    |                                               |                                               | Demi-finales                                         | Demi-finales                                         |  |  | Finale                                           | Finale                                           |
|  | Barrages                                                    | Barrages                                                    |                                               |                                               | Demi-finales                                         | Demi-finales                                         |  |  | Finale                                           | Finale                                           |
|  |                                                             |                                                             |                                               |                                               |                                                      |                                                      |  |  |                                                  |                                                  |
|  | 21 avril 2018 15 h 15 au stade Guy-Boniface, Mont-de-Marsan | 21 avril 2018 15 h 15 au stade Guy-Boniface, Mont-de-Marsan |                                               |                                               | 29 avril 2018 14 h 15 au stade Aimé-Giral, Perpignan | 29 avril 2018 14 h 15 au stade Aimé-Giral, Perpignan |  |  | 6 mai 2018 15 h au stade Ernest-Wallon, Toulouse | 6 mai 2018 15 h au stade Ernest-Wallon, Toulouse |
|  | 21 avril 2018 15 h 15 au stade Guy-Boniface, Mont-de-Marsan | 21 avril 2018 15 h 15 au stade Guy-Boniface, Mont-de-Marsan |                                               |                                               | 29 avril 2018 14 h 15 au stade Aimé-Giral, Perpignan | 29 avril 2018 14 h 15 au stade Aimé-Giral, Perpignan |  |  | 6 mai 2018 15 h au stade Ernest-Wallon, Toulouse | 6 mai 2018 15 h au stade Ernest-Wallon, Toulouse |
|  | 21 avril 2018 15 h 15 au stade Guy-Boniface, Mont-de-Marsan | 21 avril 2018 15 h 15 au stade Guy-Boniface, Mont-de-Marsan | [1] USA Perpignan                             | 28                                            |                                                      |                                                      |  |  | 6 mai 2018 15 h au stade Ernest-Wallon, Toulouse | 6 mai 2018 15 h au stade Ernest-Wallon, Toulouse |
|  | [4] Stade montois                                           | 31                                                          | [1] USA Perpignan                             | 28                                            |                                                      |                                                      |  |  | 6 mai 2018 15 h au stade Ernest-Wallon, Toulouse | 6 mai 2018 15 h au stade Ernest-Wallon, Toulouse |
|  | [4] Stade montois                                           | 31                                                          | [4] Stade montois                             | 8                                             |                                                      |                                                      |  |  | 6 mai 2018 15 h au stade Ernest-Wallon, Toulouse | 6 mai 2018 15 h au stade Ernest-Wallon, Toulouse |
|  | [5] AS Béziers Hérault                                      | 23                                                          | [4] Stade montois                             | 8                                             |                                                      |                                                      |  |  | 6 mai 2018 15 h au stade Ernest-Wallon, Toulouse | 6 mai 2018 15 h au stade Ernest-Wallon, Toulouse |
|  | [5] AS Béziers Hérault                                      | 23                                                          | 28 avril 2018 18 h au stade Sapiac, Montauban | 28 avril 2018 18 h au stade Sapiac, Montauban | [1] USA Perpignan                                    | 38                                                   |  |  |                                                  |                                                  |
|  | 21 avril 2018 19 h au stade des Alpes, Grenoble             |                                                             | 28 avril 2018 18 h au stade Sapiac, Montauban | 28 avril 2018 18 h au stade Sapiac, Montauban | [1] USA Perpignan                                    | 38                                                   |  |  |                                                  |                                                  |
|  |                                                             | [3] FC Grenoble                                             | 28 avril 2018 18 h au stade Sapiac, Montauban | 28 avril 2018 18 h au stade Sapiac, Montauban | 13                                                   |                                                      |  |  |                                                  |                                                  |
|  | [3] FC Grenoble                                             | [3] FC Grenoble                                             | 28 avril 2018 18 h au stade Sapiac, Montauban | 28 avril 2018 18 h au stade Sapiac, Montauban | 13                                                   | 33                                                   |  |  |                                                  |                                                  |
|  | [3] FC Grenoble                                             | [2] US Montauban                                            | 15                                            |                                               |                                                      | 33                                                   |  |  |                                                  |                                                  |
|  | [6] Biarritz olympique                                      | [2] US Montauban                                            | 15                                            | 26                                            |                                                      |                                                      |  |  |                                                  |                                                  |
|  | [6] Biarritz olympique                                      | [3] FC Grenoble                                             | 22                                            | 26                                            |                                                      |                                                      |  |  |                                                  |                                                  |
|  |                                                             | [3] FC Grenoble                                             | 22                                            |                                               |                                                      |                                                      |  |  |                                                  |                                                  |

### Barrage
| 21 avril 2018 15 h 15 | Stade montois | 31 - 23 (13 - 11) | AS Béziers                                                                             | stade Guy-Boniface, Mont-de-Marsan Arbitre : Adrien Descottes |
| 21 avril 2018 15 h 15 | Essai(s) : 3 J.Cabannes (26e), Malafosse (47e), Matanavou (48e) Transformation(s) : 2 Gerber (26e, 47e) Pénalité(s) : 4 Gerber (11e, 15e, 72e, 79e) |                   | Essai(s) : 1 Pinto Ferrer (24e) Pénalité(s) : 6 Porical (10e, 37e, 48e, 55e, 60e, 63e) | stade Guy-Boniface, Mont-de-Marsan Arbitre : Adrien Descottes |
| 21 avril 2018 15 h 15 | |                   |                                                                                        | stade Guy-Boniface, Mont-de-Marsan Arbitre : Adrien Descottes |

### Demi-finale
| 29 avril 2018 14 h 15 | USA Perpignan | 28 - 8 (10 - 3) | Stade montois | stade Aimé-Giral, Perpignan Arbitre : Pierre Brousset |
| 29 avril 2018 14 h 15 | Essai(s) : 3 Brazo (30e), Chateau (50e), Acebes (56e) Transformation(s) : 2 Bousquet (30e, 50e) Pénalité(s) : 3 Bousquet (39e, 48e), 53e) Carton(s) jaune(s) : 2 Forletta (37e, Boutemane (72e) |                 | Essai(s) : 1 Ratu (60e) Transformation(s) : 3 Gerber (3e) Carton(s) jaune(s) : 1 Demaison (37e) Carton(s) rouge(s) : 1 Malafosse (48e) | stade Aimé-Giral, Perpignan Arbitre : Pierre Brousset |
| 29 avril 2018 14 h 15 | |                 | | stade Aimé-Giral, Perpignan Arbitre : Pierre Brousset |

## Statistiques

### Championnat de France
Meilleurs réalisateurs
| Rang | Joueur          | Poste  | Points | Essais | Transf. | Pén. | Drops |
| ---- | --------------- | ------ | ------ | ------ | ------- | ---- | ----- |
| 1    | Danré Gerber    | Centre | 155    | 1      | 27      | 32   | 0     |
| 2    | Julien Cabannes | Centre | 50     | 10     | 0       | 0    | 0     |
| 3    | Dorian Laborde  | Centre | 45     | 9      | 0       | 0    | 0     |

Meilleurs marqueurs
| Rang | Joueur                | Poste           | Essais |
| ---- | --------------------- | --------------- | ------ |
| 1    | Julien Cabannes       | Centre          | 10     |
| 2    | Dorian Laborde        | Centre          | 9      |
| 3    | Nacani Wakaya         | Ailier          | 8      |
| 4    | Yoann Laousse Azpiazu | Arrière         | 6      |
| 5    | Yann Brethous         | Troisième ligne | 5      |